# 隆背蚤属
隆背蚤属（学名：Bunops）为粗毛蚤科的一个属。分布于欧亚大陆及北美洲。其壳瓣背部有奇异的隆起。

## 下属物种
本属包括以下物种：
- Bunops acutifrons Birge, 1893
- 盾额隆背溞 Bunops scutifrons Birge, 1893
- 锯尾隆背蚤 Bunops serricaudata (Daday, 1884)